# Teddy Andreadis
 (octobre 2020).
Si vous disposez d'ouvrages ou d'articles de référence ou si vous connaissez des sites web de qualité traitant du thème abordé ici, merci de compléter l'article en donnant les références utiles à sa vérifiabilité et en les liant à la section « Notes et références ».
Teddy Andreadis, plus connu sous le nom de « Teddy Zigzag », est un musicien multi-instrumentiste, spécialisé dans le piano, piano Wurlitzer et l'harmonica. 

## Biographie
Né de parents grecs à Perth Amboy dans le New Jersey, sa carrière musicale a commencé à 3 ans lorsque son père lui a offert son premier accordéon. Durant les années qui ont suivi, Teddy s'est familiarisé avec d'autres instruments comme le piano, la guitare et l'harmonica, en acquérant un niveau suffisant pour aller jouer avec d'autres musiciens de Jersey, comme Bruce Springsteen et Southside Johnny.
Les années passant Teddy s'est forgé une réputation de solide claviériste de rock, mais aussi d'excellent joueur d'harmonica et d'arrangeur musical. 
Teddy habite à Los Angeles avec sa femme, Lisa Goich, une ancienne comédienne devenue productrice à la radio. 
Il a sorti un album solo en 1996 Innocent Loser qui compte avec la participation de Slash, Duff McKagan, Matt Sorum, Carole King et Steve Lukather.
En 1999, il a été élu "Outstanding Keyboardist of the Year" (Claviériste de l'année) lors des Music Awards de L.A.

### Guns N' Roses
Il a été révélé au public surtout pour avoir suivi les Guns N' Roses durant leur tournée mondiale entre 1991 et 1993. Il apparait notamment sur les DVD Use Your Illusion I et Use Your Illusion II. 
Il participe en 1994 à l'enregistrement du premier album du groupe Slash's Snakepit, ainsi qu'à plusieurs autres de Duff McKagan et Gilby Clarke. Il a joué sur de nombreux albums en tant qu'invité et sur scène avec de nombreux artistes.
En septembre 2009, il participe à l'enregistrement de Slash, le premier album solo de Slash.

## Discographie

### Album solo
- 1996 : Innocent Loser

### Participations

#### Albums
Il a participé à l'enregistrement de nombreux albums de musiciens et groupes renommés. 
- 1989 : Carole King - City Streets
- 1993 : Carole King - Colour of Your Dreams
- 1993 : Duff McKagan - Believe in Me
- 1994 : Gilby Clarke - Pawn Shop Guitars
- 1994 : Carole King - Live
- 1995 : Slash's Snakepit - It's Five O'Clock Somewhere
- 1997 : Gilby Clarke - The Hangover
- 1998 : Gilby Clarke - Rubber
- 1999 : Duff McKagan - Beautiful Disease
- 2000 : Slash's Snakepit - Ain't Life Grand
- 2001 : Alice Cooper - Dragon Town
- 2003 : Alice Cooper - Eyes of Alice Cooper
- 2005 : Alice Cooper - Dirty Diamonds
- 2010 : Slash - Slash
- 2024: Slash - Orgy of the damned

#### Tournées
- 1991-1993: Guns N' Roses - "Use your Illusion World Tour" (harmonica + clavier)
- 1996: Slash's Blues Ball

#### Autres participations
- Clip vidéo de "Give In To Me" en compagnie de Michael Jackson et de Slash (chanson tirée de l'album Dangerous sorti en 1991).